# فرانسيس بيرجن
فرانسيس بيرجن (بالإنجليزية: Frances Bergen)‏ هي عارضة وممثلة أمريكية، ولدت في 14 سبتمبر 1922 ببرمنغهام في الولايات المتحدة، وتوفيت في 2 أكتوبر 2006 بلوس أنجلوس في الولايات المتحدة بسبب مرض.

## أعمال

### أفلام
- (1953) تيتانيك

## وصلات خارجية
- فرانسيس بيرجن على موقع IMDb (الإنجليزية)
- فرانسيس بيرجن على موقع ألو سيني (الفرنسية)
- فرانسيس بيرجن على موقع أول موفي (الإنجليزية)
- فرانسيس بيرجن على موقع قاعدة بيانات الأفلام السويدية (السويدية)
- فرانسيس بيرجن على موقع قاعدة بيانات الفيلم (الإنجليزية)
- فرانسيس بيرجن على موقع كينوبويسك (الروسية)